# 奧地利的瑪麗·亨麗埃特
 奧地利的瑪麗·亨麗埃特（英語：Marie Henriette，1836年8月23日—1902年9月19日）是奥地利帝国公主和比利时王国的第二任王后。她的丈夫是比利时国王利奥波德二世。
瑪麗·亨麗埃塔的父亲是奥地利大公和匈牙利总督约瑟夫，祖父是神圣罗马帝国皇帝利奥波德。1853年，十六岁的她和比利时的利奥波德结婚，生下三女一子。1869年，她的独子去世。她和利奥波德二世为了王位继承，瑪麗·亨麗埃塔再度怀孕，但是她诞下的是一个女儿。之后，瑪麗·亨麗埃塔和丈夫分居并在1895年离开王宫到斯帕居住。